# Antonin (Srebrzyszcze)
Antonin – część wsi Srebrzyszcze w Polsce, położona w województwie lubelskim, w powiecie chełmskim, w gminie Chełm.
1 stycznia 1958 główną część Antonina włączono do Chełma Została ona przekształcona w obszar przemysłowy, pod budowę cementowni i kopalni kredy.
W latach 1975–1998 Antonin administracyjnie należał do województwa chełmskiego.